# جارد كاربنتر
جارد كاربنتر هو سياسي أمريكي، ولد في 26 أبريل 1977 في بيريا في الولايات المتحدة. نشط حزبياً في الحزب الجمهوري. وقد انتخب عضو مجلس ولاية كنتاكي ‏.

## وصلات خارجية
- الموقع الرسمي